# La ciénaga-luna
La ciénaga-luna (título original en inglés: The Moon-Bog) es una historia corta de 1921 del escritor estadounidense de terror H. P. Lovecraft perteneciente al ciclo onírico.
La historia tiene una similitud en su tema y enfoque con la novela irlandesa posterior de Lord Dunsany The Curse of the Wise Woman (1933), aunque S. T. Joshi descarta la posibilidad de cualquier influencia de Lovecraft en Dunsany.

## Elaboración y publicación
Escrita en marzo de 1921 o anteriormente, fue publicada en la edición de junio de 1926 de la revista pulp Weird Tales y luego reeditada por Arkham House en la antología de relatos pulp de 1943 Beyond the Wall of Sleep.
La ciénaga-luna fue escrita a modo de sorpresa, a toda velocidad y por encargo, para su presentación oral después de la cena a propósito de una reunión de periodistas aficionados del Hub Club en Boston el 10 de marzo de 1921. La fecha coincidió con el Día de San Patricio, y por lo tanto requirió un ambiente irlandés.

## Argumento
La ciénaga-luna nos relata la historia de Denys Barry, un norteamericano con derechos de heredero sobre una finca ancestral en el estado de Kilderry, pueblo ficticio de Irlanda.
Barry ignora la maldición dirigida a quienes drenen las aguas fétidas de la ciénaga, aunque ello conlleve la mejora del estado de la casa. Sin embargo, el recién llegado decide indagar en los secretos que subyacen en ella.